# صدیق افغان
محمد افغان مشهور به صدیق افغان از ریاضیدانان اهل افغانستان است. علاوه بر ریاضی او خودش را  یک فیلسوف نیز میشمارد که در اصل فاقد اعتبار است.
صدیق افغان ادعا دارد که با کمک ریاضیات بسیاری از مسائل سیاسی را پیش‌بینی کرده‌است از جمله این موارد پیشبینی فروپاشی اتحاد شوروی است. البته بسیاری از پیشبینی‌های او نیز عملی شده است. او از طرف رسانه‌ها بارها به دروغگویی متهم شده‌است.
او خود را مبدع علم جدیدی از تلفیق ریاضی و فلسفه دانسته و آن را ریاضی-فلسفی (فلسفه ریاضیاتی یا) نام نهاده‌است. برای همین منظور او در کابل مرکزی را به نام مرکز ریاضی فلسفی جهان، ایجاد کرده‌است و خودش هم ریاست آنرا بر عهده دارد.

## آموزش
- از سال ۱۹۶۰ تا ۱۹۶۵ در مزارشریف دانشجوبود.
- از سال ۱۹۶۵ تا ۱۹۷۶ در کابل دانشجو بود.
- از سال ۱۹۷۶ تا ۱۹۷۸به عنوان دانشجوی ویژه ریاضیات معرفی شد

## جایزه مرکز بین‌المللی زندگی‌نامه‌ها
در سال ۲۰۱۳ اعلام شد که صدیق افغان از طرف موسسه‌ای به نام مرکز بین‌المللی زندگی‌نامه‌ها یا International Biographical Center به او عنوان فیلسوف جهان، یا ریاضی‌دان را اعطا کرده و اینکه نام او در دائرةالمعارفی تحت عنوان چه کسی کیست ذکر شده‌است.
این واقعه سبب شد تا طی محافلی در افغانستان از او تجلیل شود. اما پس از آن معلوم شد جایزه‌های این مؤسسه انگلیسی فاقد اعتبار علمی است و در اصل در برابر پرداخت هزینه آن به افراد داده می‌شود. نیکلاس لا، مدیر این مرکز در مصاحبه‌ای با بی‌بی‌سی فارسی به صراحت گفته‌است که این مدالها و عناوین هیچ ارزش آکادمیک یا علمی ندارند.

## آثار
- مربعات و مکعبات اسرارآمیز - به قلم محمدنقی بخشی
- نظم قران کریم از دیدگاه ریاضی فلسفی - به قلم محمدنقی بخشی
- آرایه عکس بینوم نیوتون برای علوم کیهانی
- تاریخ کشورها از دیدگاه ریاضی فلسفی - دستنویس‌های صدیق افغان